# Styrax shiraiana
Styrax shiraiana är en storaxväxtart som beskrevs av Tomitaro Makino. Styrax shiraiana ingår i släktet Styrax och familjen storaxväxter. Inga underarter finns listade i Catalogue of Life.